# Peter Cronjé
Peter Arnold Cronjé (Johannesburgo, 21 de septiembre de 1949-4 de septiembre de 2020) fue un jugador sudafricano de rugby que se desempeñaba como centro.

## Selección nacional
Fue convocado a los Springboks por primera vez en junio de 1971 para jugar ante Les Bleus, disputó pocos encuentros debido a que Sudáfrica se encontraba suspendida por su política del apartheid y por esto jugó su último partido en julio de 1974 contra los British and Irish Lions que se encontraban en el país realizando su XXI Gira. En total jugó siete partidos y marcó tres puntos.

## Palmarés
- Campeón de la Currie Cup de 1972.